# 잭스 텔러

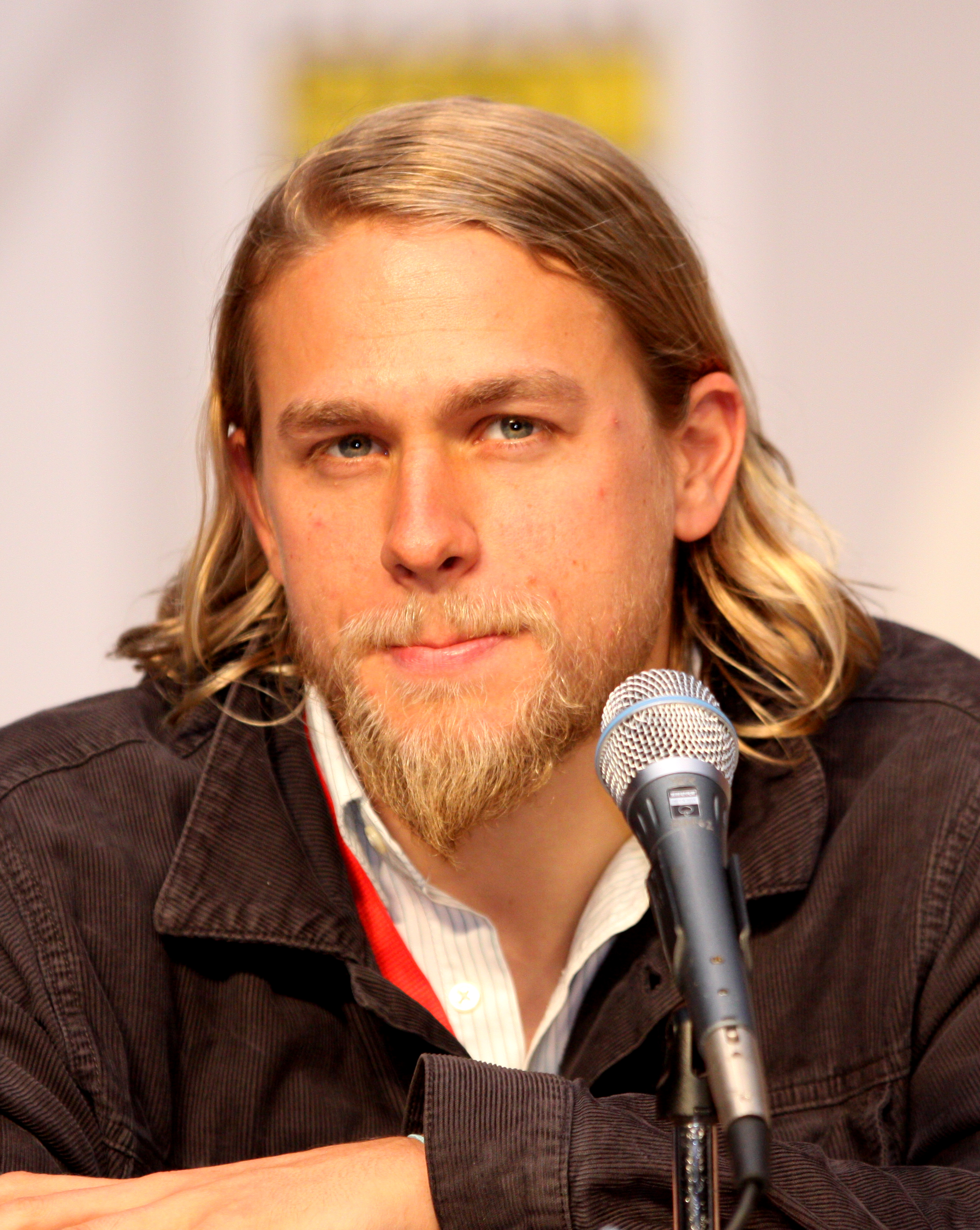

잭슨 "잭스" 텔러 (Jackson "Jax" Teller)는 미국 FX Networks 드라마 썬즈 오브 아나키에 등장하는 등장인물이다. 잉글랜드의 배우 찰리 허냄이 분했다.
작중 샘크로의 공동 설립자인 존 텔러와 차밍타운 샘크로의 대모 젬마 텔러 모로우의 아들로, 클라렌스 클레이 모로우에 이어 차밍타운 샘크로 조직의 2인자이며 썬즈 오브 아나키 시즌 3까지의 공식적인 후계자였다. 시즌 4에서 클라렌스 클레이 모로우를 밀어내고 차밍타운 샘크로의 리더가 된다.
시즌1에서 우연히 발견한 자신의 친부인 존 텔러의 유품에서 그가 쓴 책과 편지를 보는데 샘 크로가 지금과 달리 원래는 총기거래랑은 거리가 멀었던 순수한 목적으로 세운 모터사이클 클럽임을 알고 클레이 모로에게 반항하는 모습을 보이기도 하였다.성격은 화끈한 편으로 여자도 은근히 밝히고(창녀를 좋아하거나 호색한까지는 아니고) 다행히 그만큼 잘 꼬신다. 젊은 나이에 2인자를 차지할 만큼 능력이 있다. 공과 사를 구별할 줄 알고 상황 판단 능력이 그나마 뛰어나며 지능적으로 행동할 줄 알기도 한다.
전 부인 웬디 케이스, 현 부인 타라 놀즈와의 아들이 각각 하나씩 있다.